# Kathleen Zellner
Kathleen Zellner, née le 7 mai 1949 à Midland, Texas, est une avocate américaine travaillant à la défense et la réhabilitation des personnes condamnées à tort par le système judiciaire. Parmi ses clients les plus célèbres, on retrouve Steven Avery, emprisonné à tort pendant 18 ans pour viol, puis condamné à nouveau pour meurtre, à qui est consacrée la série-documentaire Making a Murderer diffusée par Netflix, ainsi que Larry Eyler, tueur en série américain.

## Enfance et éducation
Née au Texas, Kathleen a été élevée dans l'Oklahoma. Enfant, elle décorait sa chambre avec des avis de recherche que son oncle, inspecteur dans les postes, lui donnait. Kathleen fréquenta l'Université Marquette, puis l'Université Concordia de Montréal. Elle étudia, ensuite, le droit à l'Université de l'Illinois où elle obtint son diplôme, en 1983 . Elle commença à travailler sur des cas de dommages corporels avant de défendre des hôpitaux et compagnies d'assurance.

## Défense des personnes condamnées à tort
Depuis l'ouverture de son cabinet en janvier 1991, Kathleen Zellner a réussi à faire disculper 19 hommes condamnés à tort, dans des affaires traitées pro bono dans la majorité des cas. Joseph Burrows (en), par exemple, fut libéré après cinq années passées dans le couloir de la mort grâce aux aveux qu'elle réussit à obtenir du véritable assassin. La Cour suprême de l'Illinois annula le jugement et le libéra du couloir de la mort. En 1994, Kathleen Zellner représenta Larry Eyler. Dans l'espoir que sa peine de mort soit commuée en peine de prison, celui-ci avoua 21 crimes non résolus. L'offre fut rejetée et Larry Eyler mourut en prison en 1994. Kathleen donna toutes les informations aux autorités après sa mort.

## Autres disculpations
- Kevin Fox

Il a été emprisonné pendant huit mois pour le meurtre de sa fille, Riley Fox. Kathleen Zellner le représenta jusqu'à ce que les tests ADN viennent le mettre hors de cause. 
- Ryan Ferguson

Il fut arrêté en 2004 pour le meurtre en 2001 de Kent Heitholt, rédacteur des sports au Columbia Daily Tribune. Son cas suscita une couverture nationale des médias et un soutien du public. Il fut relâché en novembre 2013 après que Kathleen Zellner eut convaincu Charles Erickson et Jerry Trump, les deux principaux témoins à charge, de reconnaître qu'ils avaient menti au procès. Une plainte contre les officiers de police de Columbia ayant effectué son arrestation est actuellement à l'étude à la Cour fédérale.